# ویل استس
ویل اِستِـس (انگلیسی: Will Estes؛ زادهٔ ۲۱ اکتبر ۱۹۷۸) بازیگر اهل ایالات متحده آمریکا است. وی از سال ۱۹۸۴ میلادی تاکنون مشغول فعالیت بوده‌است.
از فیلم‌ها یا برنامه‌های تلویزیونی که وی در آن نقش داشته‌است، می‌توان به معبر وحشت، چطور یک لحاف آمریکایی را می‌سازند، یو-۵۷۱، می، نجیب‌زادگان، فراری، بی‌واچ، سانتا باربارا، شوالیه تاریکی برمی‌خیزد، تقلید ۲، داری دیوونم می‌کنی و د نیو لسی اشاره کرد.